# KEIBAワンダーランド (テレビ愛知)
『KEIBAワンダーランド（テレビ愛知制作分）』は中京競馬第3場開催時（3月・12月）の毎週土曜日15:00〜16:00にテレビ愛知で放送されていた競馬番組である。2009年12月開催まで「土曜スペシャル　競馬中継」もしくは「土曜競馬中継」として送り、2010年よりKBS京都とタイトルを共有するようになった。

## 概要
- 放送開始は1984年10月で「TVA土曜スペシャル　競馬中継」として放送された。中京競馬場からの自社制作の第1回は同年12月の開催からであった。
- 中京のメインレースはもちろん他場のレースの中継を行っている（関東分はテレビ東京・関西分はKBS京都の映像を使用）。
- 三重テレビ放送と提携しており、三重テレビでは毎週土曜日の12:45〜15:00、16:00〜16:30に放送されていた（15:00〜16:00はテレビ愛知で放送、他の時間はテレビ愛知とのリレー形式で裏送り）。三重が13:00開始で14:25-15:54に並行放送した時期もあった。三重テレビでの2009年度までの題名は「土曜ワイドスペシャル・中京競馬中継」だったが、2010年から「KEIBAワンダーランド」となる。
- 中京競馬が主場開催時（当時は5〜6月）およびその他の開催（阪神・京都・夏季小倉競馬）はKBS京都の「KEIBAワンダーランド」をネット受けしていた。但し、5〜6月の主場開催の時のKBSのセットは基本的にテレビ愛知の中継で使われているものをそのまま使っていた。
  - 以前はテレビ愛知の中継時間中も三重テレビで同時中継していた(TVAが14:25スタートの時代あり)が、2006年1月からリレー放送に変更された。その為、テレビ愛知の受信が困難な地域（岐阜県の飛騨・美濃の一部、三重県の伊賀・紀州の一部。うち岐阜県ではほぼ全域でケーブルテレビでの再配信で視聴できるが、三重県の上述地域では地形や周波数割り当ての問題上ケーブル局でも配信されていない地域がある）では三重テレビの中断中視聴できないケースもある（但し三重県伊賀地域でKBS京都・奈良テレビ放送が視聴できれば補完できるが、第3場開催時の中京からのレース中継はメインレースのみの視聴となる）。
- なお、KBS京都での土曜日の中継では三重テレビの視聴者に配慮して15時前に飛び降り、16時過ぎに飛び乗りの挨拶が放送されていた。

## 出演者

### 司会
- 蘇武直人
- 長谷川満
- 土居壮（元・テレビ東京、2005年12月までグリーンチャンネル『中央競馬中継EAST』日曜午後キャスターも担当）

長谷川は「裏送り」の時間帯担当、土居はテレビ愛知での放送時間帯担当。

### アシスタント
- 鈴木りつえ
- 新井智映子

### 解説
- 竹尾和久（中日スポーツ）
- 井上政行（競馬ブック） － 裏送り時はパドック・レース解説を兼務。テレビ愛知での放送時はパドック専門。なお中京で開催されていないときは、ラジオ関西パーフェクト競馬!（現・GOGO競馬サタデー!）（MBSラジオ製作）の解説を担当。
- 米満浩生（競馬ブック）
- 山田数夫（中日スポーツ） － テレビ愛知での放送時のみ出演。メインレースでの解説担当。

### 実況
- 土居壮
- 亀関開
- 長谷川満
- 中本克樹（テレビ愛知） - パドック担当
- 高木大介（テレビ愛知）

## コーナー

### 「夢馬券」
中京競馬が第3場開催（いわゆる裏開催）時に行われる企画で解説者がその日のメインレース（中京・東西主場の中から1レース）を1万円分で予想し見事的中すればハガキ応募の中から1人の視聴者にその馬券、不的中の場合はJRAのキャラクター・ターフィーの枕をプレゼントする。
- 番組中（15:00〜16:00）に発表されるキーワード（2文字。ヒントの映像をバックに2回に分けて発表）を記入することが応募の条件である。
- 2005年12月開催までは2人の解説者のうち1人が週交替で担当していたがその開催時の成績が全敗だったことから、2006年3月開催からは2人がそれぞれ予想（1人5000円分の予想、レースも異なる場合もある）することになった。

## 備考
- 1983年にテレビ愛知が開局する以前は、当時テレビ東京系列番組を多く配信していた中京テレビ（NNN系列）で「CTV中央競馬実況中継」として放送していた。なお、中京テレビが中京での裏開催時に中継を制作したかについては詳細不明。なお三重テレビでも「土曜ワイドスペシャル・競馬中継」として放送されており、テレビ愛知開局後もしばらく並列放送していた（三重は13:00→12:45開始、テレビ愛知が14:25飛び乗り）が、その後土曜日の自社製作はいったん撤退し、1985年から「日曜競馬リレー中継」（資本関係がある東海テレビ放送との連携番組）へ移行する。

- 2007年11月24日は馬インフルエンザに伴う代替開催があったが、自社制作は行わずKBS京都の中継をネットした（中京はメインレースだけJRA制作の映像・ラジオNIKKEIの実況を使用）。

- 2009年は函館競馬場の改修工事に伴い1月にも中京競馬場での開催が行われたため、当番組が放送された。また2010年は中京競馬そのものの馬場改修で4月以後開催されないため、小倉競馬場と日程交換した1〜2月と、本来の3月開催両方で放送が行われた。

- 2011年からBSイレブン競馬中継（日本BS放送）開始に伴い、KBS京都主管のテレビ東京系列（テレビ大阪除く）・及びテレビ東京との番組販売関係のある地方局向けの放送は、長時間のワイド中継を中止し土曜日15:00からの1時間枠の中継「うまDOKI」に継承されるが、同年は中京競馬場の全面改修によりレース開催がない為、テレビ愛知の自主制作放送は行われなかった。また、従来リレー放送を実施していた三重テレビの枠は、14:00〜15:00に「BSイレブン競馬中継」を東名阪ネット6加盟局を中心に同時放送する「JRA中央競馬中継」を放送するのみに留め、12:45〜14:00と16:00〜16:30の放送は廃止された。この為、三重テレビでは「うまDOKI｣は放送されない。

- また、2012年から中京競馬の開催が復活したが、裏開催日（第3場）として行う場合（1〜2月・3月・12月）は、原則として前述2007年11月24日の例と、後述の小倉開催と同じようにテレビ愛知での自主制作は行わず、JRA公式映像（実況はラジオNIKKEIのもの）で放送することになった。但し例外として3月3日の開幕日に限り、KBSのスタッフが乗り込んで放送を行ったが、中京圏では三重テレビ（14時台）→テレビ愛知（15時台）のリレー中継の形式を取った。

- 2012年3月31日をもって、テレビ愛知が開局以来放送してきた土曜日の競馬中継の放送が終了した。4月7日より三重テレビがテレビ愛知から引き継ぐ形で「うまDOKI」の放送を開始した。したがって、土曜日に東海3県において、三重テレビが視聴できないケース（エリア外及び1月に行われる全国高校サッカーや7月に行われる全国高校野球三重大会の各中継に伴う休止）の場合は、BSのみでの視聴となる。

- 2024年8月10日放送分～9月28日放送分の中京開催期間中に限り、テレビ愛知で12年ぶりにうまDOKIのネットが復活した。翌年2025年にも7月26日放送分～8月30日放送分の中京開催期間中に限り、臨時にネットして放送している（三重テレビでも同時放送）。

- 2011年まで夏開催の時にテレビ愛知からの寄贈賞「テレビ愛知オープン」が行われていたが、この時期は中京競馬場が関西のメインとなるため、テレビ愛知は放送とスタジオ提供などの協力部分はあるが、主管制作はKBS京都となるため、実況はKBS側から担当する。